# Port lotniczy Anadyr
Aeroport – Anadyr (ros. Аэропорт-Анадырь) – międzynarodowy/wojskowy port lotniczy w pobliżu osiedla Ugolne Kopy koło Anadyru, w Rosji (Czukocki Okręg Autonomiczny). Zbudowany pierwotnie dla potrzeb bombowców strategicznych, port ma długą, nośną drogę startową, czyniąc go dobrym lotniskiem awaryjnym na północnych trasach transpacyficznych.
Współrzędne geograficzne; leży w odległości ok. 11 km od Anadyru, po przeciwnej stronie zatoki Liman Anadyrski.

## Kierunki lotów i linie lotnicze
| Linia lotnicza                          | Kierunek                                                                     |
| --------------------------------------- | ---------------------------------------------------------------------------- |
| Chukotavia                              | 1. Egvekinot 2. Keperveyem 3. Lavrentiya 4. Markowo 5. Pewek 6. Prowidienija |
| Petropavlovsk-Kamchatsky Air Enterprise | 1. Pietropawłowsk Kamczacki                                                  |
| Rossiya Airlines                        | 1. Moskwa-Szeremietiewo                                                      |
| S7 Airlines                             | 1. Irkuck 2. Nowosybirsk 3. Władywostok                                      |
| Yakutia Airlines                        | 1. Chabarowsk 2. Magadan 3. Jakuck                                           |